# 色吾寺
色吾寺，位于西藏自治区日喀则地区南木林县拉布普乡拉布普村，是一座藏传佛教宁玛派寺院。

## 简介
色吾寺位于西藏自治区日喀则地区南木林县驻地东北、拉布普乡以北的拉布普村境内的色吾沟。该寺距南木林县驻地70公里。该寺平均海拔4800米左右，年最高气温5℃，最低气温零下20℃。寺院周边的自然环境优美，还有温泉；有13处矿山，出产不同的矿物；野生动物种类丰富，包括野山羊、獐子、藏雪鸡等等。
色吾寺最早是由藏传佛教大师莲花生创建，到21世纪初已经有3000余年历史。另一种说法称，该寺由证士曲尼囊单主持兴建，到21世纪初已经有1000余年历史。该寺曾经有1座大经堂、11座殿堂，主供莲花生。
本寺属藏传佛教宁玛派（红教），和山南地区的敏珠林寺有母寺、分寺的关系，但自民主改革至今已没有来往。该寺鼎盛时期，僧尼达到147人（其中僧人126人，尼姑21人）。色吾寺是南木林县有名的寺院。
1959年西藏骚乱中，因该寺部分僧尼参与“叛乱”，该寺被定为“参叛寺”。文化大革命时期，寺院遭到部分破坏。当时由于政治逼迫迫，僧尼全部回家还俗。中共十一届三中全会以后，民族宗教政策逐步落实，为满足农牧民群众就近开展宗教活动的需要，经南木林县、拉布普区（现在的拉布普乡当时是拉布普区）两级政府批准，于1985年起恢复重建色吾寺。在原寺废墟上修复大经堂以及9座殿堂，供奉莲花生师徒三尊塑像，以及空行母益西措杰（原为吐蕃赞普墀松德赞的妃子，后来拜莲花生为师，成为密法大师）的修行洞。到21世纪初，修复后的色吾寺占地面积已达到3393平方米。
21世纪初，该寺有僧人68名、尼姑4人。寺内收藏16件文物，包括证士曲尼囊单从伏藏谷挖出的莲花生主尊金铜3像、噶玛巴的鞋、空行母益西措杰的喜金刚橛、莲花生的9股金刚杵和5股黑石右旋海螺、莲花生在石头上留下的右手指印。该寺西南立有一座俱德堆宝塔。传说此塔是自印度运来的，塔内装藏莲花生在石头上留下的左手指印。该寺北面的南棕山上有3个禅房以及修行洞。
2012年，色吾寺僧人仁增被评为西藏自治区爱国守法先进僧尼。
该寺主要宗教活动有“芝洛芝达”即猴年大法会等等。藏历每年12月22日至30日，该寺举办跳神（僧人献供时进行的舞蹈）以及驱鬼仪式。